# Tolui
Tolui Khan (tataro: Толуй; cinese: 拖雷; 1191 circa – 1232) è stato un generale mongolo. Fu il figlio più giovane di Gengis Khan e Börte.

## Ascesa
Tolui era da sempre il miglior guerriero e condottiero di tutto il suo clan, tanto che tutti pensavano che, con merito, sarebbe stato l'erede designato alla successione, anche perché era diffusa la credenza mongola che le caratteristiche di combattente fossero tramandate al più giovane dei figli; in fin di vita, però Gengis Khan, gli preferì Ögödei, perché più scaltro e generoso e dotato di maggiori qualità politiche, seppur non un grande condottiero. Il figlio rispettò le ultime volontà del padre, e quando al kuriltai venne eletto Gran Khan per acclamazione, declinò l'offerta in favore del fratello Ogodei; i capi tribali accettarono la sua decisione e tutti si sottomisero al comando del terzogenito di Gengis Khan.

## Morte
Nel 1232, durante la sua campagna militare in Cina, accadde che il fratello Ögödei fosse gravemente malato per cause ignote (forse per via del suo forte alcolismo), che gli sciamani individuarono in una maledizione scatenata da alcuni "spiriti degli elementi" della Cina stessa; solo un sacrificio "umano" avrebbe potuto placare quel maleficio. Appena venutolo a sapere, Tolui mostrò la sua devozione e si offrì volontario: bevve così una pozione avvelenata e morì per salvare il fratello.

## Discendenza
Si sposò in prime nozze con Sorghaghtani Beki, una donna cristiana nestoriana; dalla loro unione nacquero quattro figli:
- Munke, 4ª Gran Khan dell'Impero
- Kublai, 5ª Gran Khan dell'Impero
- Arig Bek Khan
- Hulegu Khan, patriarca dell'Ilkhanato

Tolui ebbe anche altre mogli:
- Saruk Khatun gli diede due figli: Djorika e El Temur.
- Ling Kun Khatun figlia di Gushlag Khan, gli diede un figlio, Kutuktu Khan.
- Nayan Khatun gli diede quattro figli: Bochok, Moga, Sogatai e Subugatai.
- Dokuz Khatun, poi in sposa al figliastro Hulegu, gli diede un figlio, Yesu Buqa, che si sposò con Ōjin degli Ongirrat.